# (6432) Temirkanov
(6432) Temirkanov ist ein Asteroid des Hauptgürtels, der am 3. Oktober 1975 von der russischen Astronomin Ljudmila Iwanowna Tschernych am Krim-Observatorium (IAU-Code 095) in Nautschnyj 32 Kilometer südlich von Simferopol entdeckt wurde.
Der Asteroid wurde am 8. August 1998 nach dem russischen Dirigenten Juri Chatujewitsch Temirkanow (1938–2023) benannt, der seit 1988 Chefdirigent der Sankt Petersburger Philharmoniker war.